# تندیس زرین بهترین بازیگر نقش مکمل زن جشن سینمای ایران

## فهرست برندگان بهترین بازیگر زن نقش مکمل
|                | بازیگر                        | فیلم                          |
| -------------- | ----------------------------- | ----------------------------- |
| ۱۳۷۶ (دوره ۱)  | در این رشته جایزه‌ای اهدا نشد. | در این رشته جایزه‌ای اهدا نشد. |
| ۱۳۷۷ (دوره ۲)  | گوهر خیراندیش                 | بانو                          |
| ۱۳۷۷ (دوره ۲)  | زهره مجابی                    | مرد عوضی                      |
| ۱۳۷۷ (دوره ۲)  | لوریک میناسیان                | بودن یا نبودن                 |
| ۱۳۷۷ (دوره ۲)  | گلاب آدینه                    | بانوی اردیبهشت                |
| ۱۳۷۷ (دوره ۲)  | فهیمه راستکار                 | روانی                         |
| ۱۳۷۸ (دوره ۳)  | مریلا زارعی                   | دو زن                         |
| ۱۳۷۸ (دوره ۳)  | فاطمه معتمدآریا               | شوخی                          |
| ۱۳۷۸ (دوره ۳)  | پری امیرحمزه                  | شهر زنان                      |
| ۱۳۷۸ (دوره ۳)  | کمند امیرسلیمانی              | قرمز                          |
| ۱۳۷۹ (دوره ۴)  | رؤیا نونهالی                  | بوی کافور، عطر یاس            |
| ۱۳۷۹ (دوره ۴)  | سلیمه رنگزن                   | عروس آتش                      |
| ۱۳۷۹ (دوره ۴)  | فقیهه سلطانی                  | عینک دودی                     |
| ۱۳۷۹ (دوره ۴)  | رویا تیموریان                 | مرد بارانی                    |
| ۱۳۷۹ (دوره ۴)  | گوهر خیراندیش                 | جنگجوی پیروز                  |
| ۱۳۸۰ (دوره ۵)  | پوپک گلدره                    | موج مرده                      |
| ۱۳۸۰ (دوره ۵)  | آفرین عبیسی                   | نیمه پنهان                    |
| ۱۳۸۰ (دوره ۵)  | یاسمین ملک‌نصر                 | هزاران زن مثل من              |
| ۱۳۸۰ (دوره ۵)  | آذر خسروی                     | بچه‌های نفت                    |
| ۱۳۸۰ (دوره ۵)  | فاطمه نقوی                    | دایره                         |
| ۱۳۸۱ (دوره ۶)  | ثریا قاسمی                    | شام آخر                       |
| ۱۳۸۱ (دوره ۶)  | گوهر خیراندیش                 | ارتفاع پست                    |
| ۱۳۸۱ (دوره ۶)  | مهرانه مهین‌ترابی              | نگین                          |
| ۱۳۸۲ (دوره ۷)  | گوهر خیراندیش                 | واکنش پنجم                    |
| ۱۳۸۲ (دوره ۷)  | گوهر خیراندیش                 | دنیا                          |
| ۱۳۸۲ (دوره ۷)  | مریم بوبانی                   | فرش باد                       |
| ۱۳۸۲ (دوره ۷)  | رؤیا تیموریان                 | تیک                           |
| ۱۳۸۲ (دوره ۷)  | رؤیا تیموریان                 | قارچ سمی                      |
| ۱۳۸۳ (دوره ۸)  | مریلا زارعی                   | سربازان جمعه                  |
| ۱۳۸۳ (دوره ۸)  | افسانه چهره‌آزاد               | بوتیک                         |
| ۱۳۸۳ (دوره ۸)  | آهو خردمند                    | شهر زیبا                      |
| ۱۳۸۳ (دوره ۸)  | فریده سپاه‌منصور               | مهمان مامان                   |
| ۱۳۸۳ (دوره ۸)  | نسرین مقانلو                  | مهمان مامان                   |
| ۱۳۸۴ (دوره ۹)  | الهام حمیدی                   | خیلی دور، خیلی نزدیک          |
| ۱۳۸۴ (دوره ۹)  | ژاله صامتی                    | گیلانه                        |
| ۱۳۸۴ (دوره ۹)  | لیلا زارع                     | ما همه خوبیم                  |
| ۱۳۸۴ (دوره ۹)  | گلشیفته فراهانی               | ماهی‌ها عاشق می‌شوند            |
| ۱۳۸۴ (دوره ۹)  | الناز شاکردوست                | مجردها                        |
| ۱۳۸۵ (دوره ۱۰) | ترانه علیدوستی                | چهارشنبه‌سوری                  |
| ۱۳۸۵ (دوره ۱۰) | پانته‌آ بهرام                  | چهارشنبه‌سوری                  |
| ۱۳۸۵ (دوره ۱۰) | سحر دولتشاهی                  | میم مثل مادر                  |
| ۱۳۸۵ (دوره ۱۰) | مهتاب نصیرپور                 | به نام پدر                    |
| ۱۳۸۵ (دوره ۱۰) | الناز شاکردوست                | چه کسی امیر را کشت؟           |
| ۱۳۸۶ (دوره ۱۱) | سیما تیرانداز                 | پاداش سکوت                    |
| ۱۳۸۶ (دوره ۱۱) | بیتا فرهی                     | خون‌بازی                       |
| ۱۳۸۶ (دوره ۱۱) | پریوش نظریه                   | پاداش سکوت                    |
| ۱۳۸۶ (دوره ۱۱) | فاطمه گودرزی                  | دست‌های خالی                   |
| ۱۳۸۶ (دوره ۱۱) | پانته‌آ بهرام                  | بچه‌های ابدی                   |
| ۱۳۸۷ (دوره ۱۲) | مهتاب نصیرپور                 | فرزند خاک                     |
| ۱۳۸۷ (دوره ۱۲) | نگار جواهریان                 | کتاب قانون                    |
| ۱۳۸۷ (دوره ۱۲) | نیکو خردمند                   | خاک‌آشنا                       |
| ۱۳۸۷ (دوره ۱۲) | فریده سپاه‌منصور               | کتاب قانون                    |
| ۱۳۸۷ (دوره ۱۲) | رویا نونهالی                  | خاک‌آشنا                       |
| ۱۳۸۸ (دوره ۱۳) | جایزه‌ای اهدا نشد.             | جایزه‌ای اهدا نشد.             |
| ۱۳۸۹ (دوره ۱۴) | مریلا زارعی                   | درباره الی                    |
| ۱۳۸۹ (دوره ۱۴) | رعنا آزادی‌ور                  | درباره الی                    |
| ۱۳۸۹ (دوره ۱۴) | ساره بیات                     | مقلد شیطان                    |
| ۱۳۸۹ (دوره ۱۴) | سحر دولتشاهی                  | طلا و مس                      |
| ۱۳۸۹ (دوره ۱۴) | ژاله صامتی                    | حیران                         |
| ۱۳۹۰ (دوره ۱۵) | نگار جواهریان                 | اینجا بدون من                 |
| ۱۳۹۰ (دوره ۱۵) | مهناز افشار                   | سعادت‌آباد                     |
| ۱۳۹۰ (دوره ۱۵) | هنگامه قاضیانی                | سعادت‌آباد                     |
| ۱۳۹۰ (دوره ۱۵) | سهیلا رضوی                    | یه حبه قند                    |
| ۱۳۹۰ (دوره ۱۵) | ریما رامین‌فر                  | یه حبه قند                    |
| ۱۳۹۳ (دوره ۱۶) | یکتا ناصر                     | یکی می‌خواد باهات حرف بزنه     |
| ۱۳۹۳ (دوره ۱۶) | پگاه آهنگرانی                 | دربند                         |
| ۱۳۹۳ (دوره ۱۶) | پانته‌آ بهرام                  | من مادر هستم                  |
| ۱۳۹۳ (دوره ۱۶) | رؤیا تیموریان                 | ابرهای ارغوانی                |
| ۱۳۹۳ (دوره ۱۶) | پریوش نظریه                   | زندگی با چشمان بسته           |
| ۱۳۹۴ (دوره ۱۷) | پانته‌آ پناهی‌ها                | گس                            |
| ۱۳۹۴ (دوره ۱۷) | باران کوثری                   | قصه‌ها                         |
| ۱۳۹۴ (دوره ۱۷) | گلاب آدینه                    | قصه‌ها                         |
| ۱۳۹۴ (دوره ۱۷) | گوهر خیراندیش                 | آتش‌بس ۲                       |
| ۱۳۹۴ (دوره ۱۷) | مهناز افشار                   | بیگانه                        |
| ۱۳۹۵ (دوره ۱۸) | فرشته صدرعرفایی               | کوچه بی‌نام                    |
| ۱۳۹۵ (دوره ۱۸) | پانته‌آ بهرام                  | کوچه بی‌نام                    |
| ۱۳۹۵ (دوره ۱۸) | سحر دولتشاهی                  | شکاف                          |
| ۱۳۹۵ (دوره ۱۸) | سوگل خلیق                     | دو                            |
| ۱۳۹۵ (دوره ۱۸) | مریم کاظمی                    | جامه‌دران                      |
| ۱۳۹۶ (دوره ۱۹) | پانته‌آ پناهی‌ها                | لاک قرمز                      |
| ۱۳۹۶ (دوره ۱۹) | سارا بهرامی                   | خانه‌ای در خیابان چهل و یکم    |
| ۱۳۹۶ (دوره ۱۹) | مریلا زارعی                   | دختر                          |
| ۱۳۹۶ (دوره ۱۹) | بهنوش بختیاری                 | من                            |
| ۱۳۹۶ (دوره ۱۹) | شبنم مقدمی                    | نفس                           |
| ۱۳۹۶ (دوره ۱۹) | ثریا قاسمی                    | ویلایی‌ها                      |
| ۱۳۹۷ (دوره ۲۰) | زکیه بهبهانی                  | بدون تاریخ، بدون امضاء        |
| ۱۳۹۷ (دوره ۲۰) | پانته‌آ پناهی‌ها                | جشن دلتنگی                    |
| ۱۳۹۷ (دوره ۲۰) | لیلی رشیدی                    | خوک                           |
| ۱۳۹۷ (دوره ۲۰) | پگاه آهنگرانی                 | سارا و آیدا                   |
| ۱۳۹۷ (دوره ۲۰) | مهتاب کرامتی                  | ناخواسته                      |